# North-Carolina-Algonkin

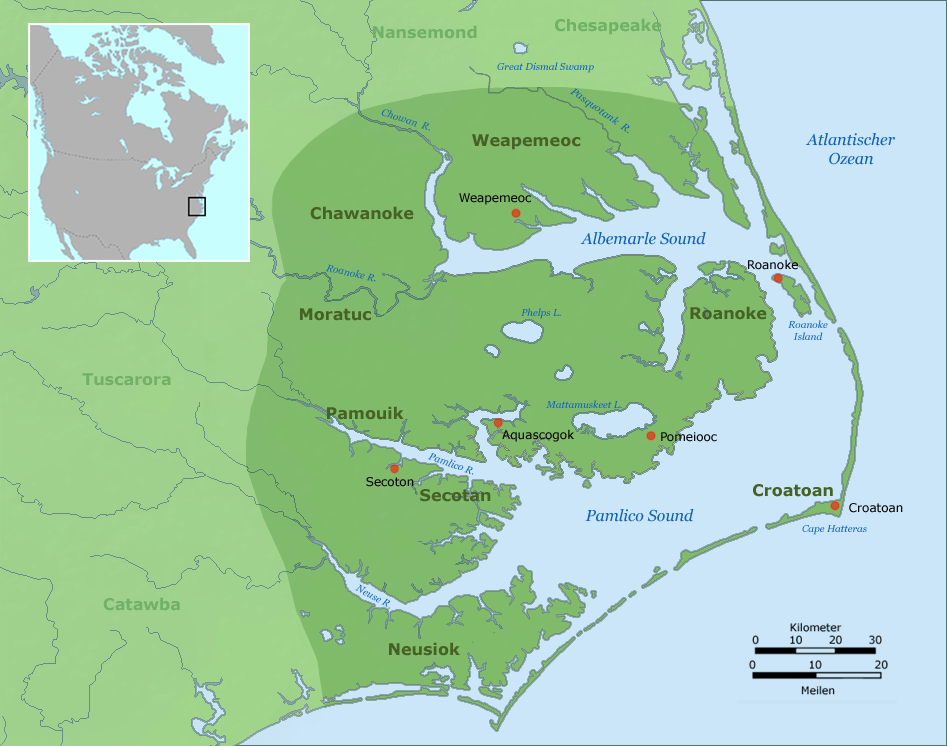
Wohngebiete und wichtigste Dörfer der North-Carolina-Algonkin um 1585

Die North-Carolina-Algonkin waren eine Gruppe kulturell verwandter Indianerstämme und lebten zu Beginn des 17. Jahrhunderts an der Küste des heutigen Staates North Carolina im Osten der USA. Sie zählten zu den die südlichsten Stämmen der Algonkin-Sprachgruppe, deren Sprache jedoch heute nicht mehr gesprochen wird. Sie gelten seit 1915 als ausgestorben. Ihre Nachbarn im Norden waren die Virginia-Algonkin jenseits des Dismal Sumpfes, der eine nahezu undurchdringliche Grenze bildete. Beide Stammesgruppen hatten eine ähnliche Kultur und werden unter dem Begriff Südöstliche Algonkin zusammengefasst.

## Sprache
Für die sprachliche Nähe der Küstenstämme in North Carolina zur Algonkin-Sprachfamilie gibt es nur spärliche Hinweise. Außer Orts- und Stammesnamen wurden weniger als 100 Wörter von englischen Kolonisten aufgeschrieben und überliefert. Vermutlich stammen sie aus Roanoke-, Croatoan- und Secotan-Dialekten. Dazu kommen weitere 37 überlieferte Wörter aus der Pamlico-Sprache. Beide Wörterlisten sind für eine Zuordnung zur Algonkin-Sprachfamilie ausreichend. Die Zugehörigkeit anderer Stämme ist nicht ausreichend gesichert. Sehr wahrscheinlich waren die Stämme der Weapemeoc und Chowanoke Algonkin, während die Moratuc und Neusiok auch Irokesen gewesen sein könnten. Die Pomouik waren offenbar mit den Pamlico identisch.

## Wohngebiet und Umwelt
Im Westen und Süden der North-Carolina-Algonkin lebten Irokesenstämme, der Grenzverlauf zwischen diesen Völkern ist jedoch unbestimmt. Die Tuscarora beispielsweise beanspruchten im 17. Jahrhundert das Gebiet westlich des Chowan Rivers und südlich des Cuttawhiskie Swamps. Um 1585 befanden sich allerdings nachweislich ebenfalls Dörfer der Algonkin in dieser Gegend.
In der sehr flachen Küstenebene North Carolinas gibt es zahlreiche Seen, ausgedehnte Sümpfe und Sanddünen. Die Küstenlinie besteht aus tief eingeschnittenen Buchten, wie dem Currituck, Albemarle und Pamlico Sound und Gezeitenströmen. Dem Land vorgelagert sind die Outer Banks, eine Kette sehr schmaler Düneninseln und Sandbänke, die eine Barriere zwischen dem Atlantik und dem Festland bilden. Der überwiegend sandige Boden ist von hartem Gras, Sumpfvegetation und immergrünem Wäldern bedeckt. Das Klima ist feucht und subtropisch und führt zu einer jährlichen Wachstumsperiode von rund 250 Tagen. Neben verschiedenen Salz- und Süßwasserfischen leben auch Austern, essbare Muscheln, Seeschildkröten und amerikanische Alligatoren in Flüssen, Seen und an der Küste. In der Küstenebene gibt es zahlreiche Arten von Wasservögeln, wie Enten und Gänse, sowie Säugetiere, wie Rehe, Füchse, Eichhörnchen, Opossums, Kaninchen, Biber und in früherer Zeit auch Bären und Pumas.

## Stämme der North-Carolina-Algonkin

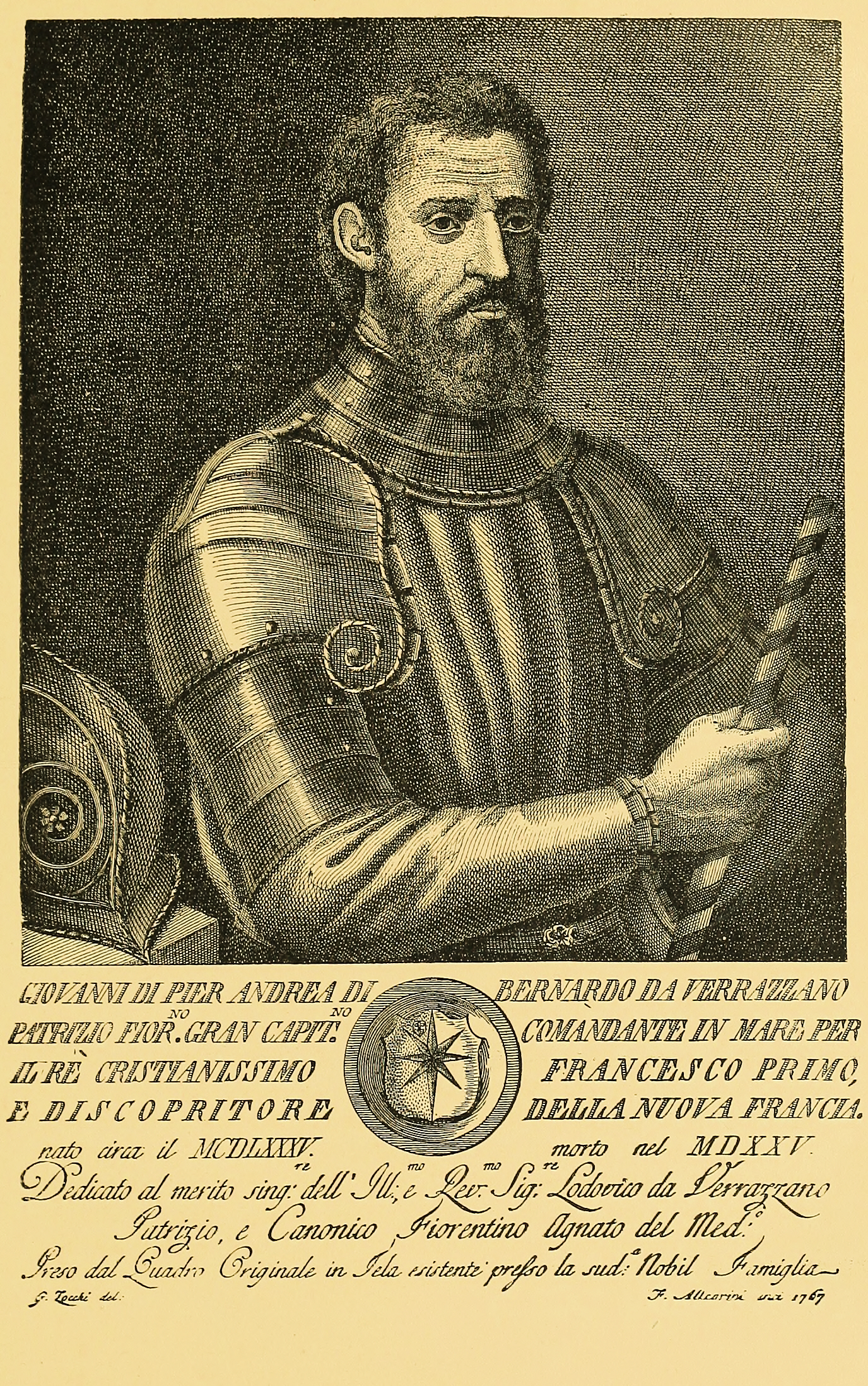
Giovanni da Verrazzano

Als 1524 der erste Europäer, Giovanni da Verrazzano, die Region auf der Suche nach einer Passage zum Pazifik erreichte, traf er mit hoher Wahrscheinlichkeit auch auf Angehörige der dort lebenden Algonkinstämme, obwohl es dafür keinerlei Beweise gibt. Überlieferungen der Ureinwohner aus der Zeit der englischen Kolonie auf Roanoke Island weisen auf einen einzigen frühen Kontakt mit Weißen hin: Im Jahr 1558 wurden spanische Schiffbrüchige von Einwohnern aus Secotan gerettet und nach kurzer Zeit wieder auf einem behelfsmäßigen Schiff auf den Heimweg geschickt. Aus anderen Schiffen, deren Wracks an der North-Carolina-Küste strandeten, versorgten sich die Indianer mit Werkzeug aus Eisen. Für die meisten indianischen Gruppen im Küstengebiet North Carolinas begann deshalb die Geschichte der europäischen Kontakte erst mit der Ankunft englischer Schiffe ab 1584 und der Errichtung einer Kolonie im folgenden Jahr, als eine Gruppe von 110 Personen die Insel Roanoke besiedelte.

### Dörfer und Stämme um 1585/86
| Dorf          | Stamm     | Wohngebiet    |
| ------------- | --------- | ------------- |
| Chawanoke     | Chawanoke | Chowan River  |
| Metacquem     | Chawanoke | Chowan River  |
| Ohanoak       | Chawanoke | Chowan River  |
| Rasmushonnouk | Chawanoke | Chowan River  |
| Tandaquomuk   | Chawanoke | Roanoke River |
| Croatan       | Croatan   | Cape Hatteras |
| Mequopen      | Moratuc   | Roanoke River |
| Moratuc       | Moratuc   | Roanoke River |
| Nevasiwoc     | Neusiok   | Neuse River   |

| Dorf          | Stamm   | Wohngebiet                |
| ------------- | ------- | ------------------------- |
| Marasinico    | Neusiok | Neuse River               |
| Pananuuaiok   | Pomouik | Pamlico River             |
| Dasemunkapeuc | Roanoke | Croatan Sound             |
| Pomeiook      | Roanoke | Lake Mattamuskeet         |
| Roanoke       | Roanoke | Roanoke Island            |
| Tramaskecooc  | Roanoke | Alligator Bay             |
| Aquascogoc    | Secotan | Pamlico River / Pungo Bay |
| Seco (Cotan)  | Secotan | Pamlico River             |
| Secotaóc      | Secotan | Pamlico River             |

| Dorf        | Stamm     | Wohngebiet       |
| ----------- | --------- | ---------------- |
| Secoton     | Secotan   | Pamlico River    |
| Cautaking   | Weapemeoc | Chowan River     |
| Chepanoc    | Weapemeoc | Albemarle Sound  |
| Mascomenge  | Weapemeoc | Albemarle Sound  |
| Masequetuck | Weapemeoc | Albemarle Sound  |
| Pasquenoke  | Weapemeoc | Pasquotank River |
| Ricahokene  | Weapemeoc | Chowan River     |
| Warawtani   | Weapemeoc | Chowan River     |
| Weapemeoc   | Weapemeoc | Albemarle Sound  |

### Dörfer und Stämme 1657–1795
| Dorf                                  | Stamm      | Wohngebiet                   |
| ------------------------------------- | ---------- | ---------------------------- |
| Radauquaquank (1708)                  | Bear River | Pamlico Sound                |
| Chowan Indian Town (1708–1795)        | Chawanoke  | Chowan River                 |
| Katoking (1657)                       | Chawanoke  | Chowan River                 |
| Rickahock (1657)                      | Chawanoke  | Chowan River                 |
| Wohanock (1657)                       | Chawanoke  | Chowan River                 |
| Cape Hatteras Indian Town (1708–1788) | Hatteras   | Cape Hatteras                |
| Mattamuskeet (1733)                   | Machapunga | Lake Mattamuskeet            |
| Chatooka (1708–1712)                  | Neusiok    | Neuse River                  |
| Rouconk (1708–1712)                   | Neusiok    | Neuse River                  |
| Pamlico (1708)                        | Pamlico    | Pamlico River                |
| Paspatank (1708)                      | Paspatank  | Pasquotank River             |
| Poteskeet (1708–1733)                 | Poteskeit  | Currituck Sound              |
| Yeopim (1696–1733)                    | Weapemeoc  | North River (North Carolina) |

Die Jahreszahlen in Klammern entsprechen Perioden, in denen die Dörfer nachweisbar bewohnt waren.

## Demografie
Über Bevölkerungszahlen im späten 16. Jahrhundert gibt es wenig Informationen. Der größte Stamm, auf den die Engländer stießen, waren vermutlich die Chawanoke. Sie bewohnten 18 Dörfer mit einer Gesamtbevölkerung von rund 2.500 Menschen. Die Gesamtzahl aller North-Carolina-Algonkin dürfte um 1585 etwa 7.000 oder mehr betragen haben. Die Bevölkerungsdichte war entlang der Flüsse mit Sicherheit höher als am Sund oder auf den Inseln. Informationen über Stammesgrenzen sind spärlich und Europäer hielten oftmals verbündete, jedoch unabhängige Gruppen für ein und denselben Stamm. Das trifft besonders auf die Roanoke, Croatoan und Secotan zu, deren Stammesgrenzen zu ihren irokesischen Nachbarn unbestimmt sind. Importierte europäische Krankheiten führten zu hoher Sterblichkeit unter den Indianern der Region und zu frühzeitiger Entvölkerung ganzer Landstriche. Krankheiten wie Masern, Pocken und sogar Erkältungen führten in einigen Dörfern zu einer Todesrate von über 25 Prozent. Verluste an Menschen durch Kriege gegen die Kolonisten waren dagegen gering, im Gegensatz zu Konflikten zwischen einzelnen Stämmen.

### Bevölkerungszahlen der North-Carolina-Algonkin (geschätzt)
| Stamm      | 17091 | 17092 | 1733 | 1755 | Letzte Erwähnung |
| ---------- | ----- | ----- | ---- | ---- | ---------------- |
| Poteskeit  | 100   | 75    |      |      | 1733             |
| Paspatank  | 35    | 25    |      |      | 1709             |
| Weapemeoc  | 20    | 15    |      |      | 1733             |
| Chawanoke  | 50    | 38    |      | 7    | 1796             |
| Roanoke    |       |       |      |      | 1763             |
| Hatteras   | 53    | 40    | 6–8  | 8–10 | 1788             |
| Machapunga | 100   | 75    |      | 8–10 | 1915             |
| Pamlico    | 50    | 38    |      |      | 1709             |
| Bear River | 165   | 125   |      |      | 1712             |
| Neusiok    | 50    | 38    |      |      | 1712             |
| Insgesamt  | 621   | 469   |      |      |                  |

1 Die Bevölkerungszahlen beziehen sich beim englischen Forschungsreisenden John Lawson auf Krieger. Die tatsächliche Bevölkerung wurde im Verhältnis 3:10 hochgerechnet.
2 Lawson empfahl allerdings das Verhältnis 2:5.

## Kultur im 16. Jahrhundert

### Lebensgrundlagen

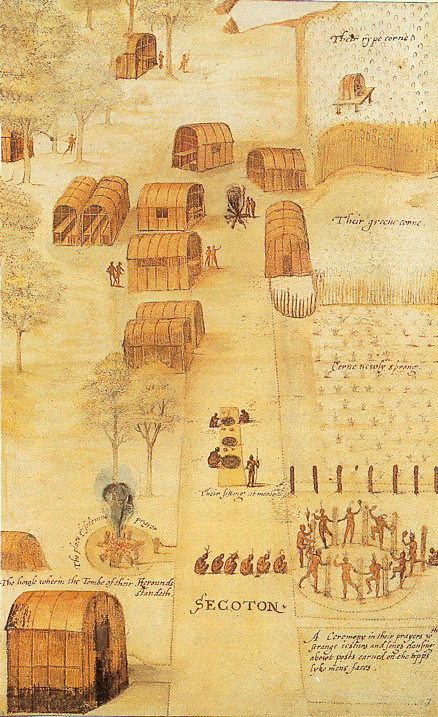
Dorf der Secotan am Pamlico River

Neben der Jagd und dem Fischfang war der Gartenbau und das Sammeln von Wildkräutern von Bedeutung, wobei es keine Informationen über die Rangfolge gibt. Der Anbau von Mais war verbreitet und Basis des sesshaften Lebens in den Dörfern. Mais wurde von Ende März bis Anfang Juli gepflanzt, nachdem zuvor auf den Feldern das Unkraut mit hölzernen Hacken gejätet worden war. Die Arbeit wurden von Frauen und Männern gleichermaßen verrichtet. Mit Pflanzstöcken bohrten sie im Abstand von etwa 90 cm Löcher in den Boden, in die jeweils vier Maiskörner gelegt und mit Erde bedeckt wurden. Man verwendete keinen Dünger. Die Maisernte fand von Juli bis September statt. Darüber hinaus bauten die Indianer zwei Bohnenarten, zwei Arten von Gurken und Kürbissen, Sonnenblumen, Gänsefuß (Chenopodium) und Fuchsschwanz (Amaranthus) auf manchmal umzäunten Feldern an. Der Tabakanbau erfolgte immer auf separaten Feldern. Die lange Wachstumsperiode von 240 Tagen erlaubte häufig zwei Ernten im Jahr vom gleichen Feld.
Der Frühling war die Zeit des Fischfangs und Muschelsammelns. Fische wurden mit Wehren und Konstruktionen aus Ried in Flüssen und Flussmündungen gefangen, sowie mit Speeren vom Kanu aus oder im seichten Wasser. Des Nachts lockte man Fische durch Feuer an die Boote und fing sie mit Netzen. Vögel und Säugetiere wurden mit Pfeil und Bogen gejagt und in den Sümpfen gehörten Schlangen und Schildkröten zur Jagdbeute. Bären trieb man auf die Bäume, um sie dort zu erlegen. Im Herbst sammelten die Indianer in den Wäldern Wurzeln, Nüsse und Beeren. Hunde wurden als Haustiere gehalten und gelegentlich auch verzehrt.
Zur Zubereitung der Mahlzeiten kochten oder brieten die Indianer Fisch, Fleisch und Mais separat oder auch gemischt in einem Tontopf. Mehl zum Brotbacken wurde aus Mais, Bohnen, Sonnenblumenkernen, Kastanien, Eicheln, Chinquapin- und Haselnüssen hergestellt. Kürbisse, Erdnüsse und Wurzeln wurde roh oder gekocht gegessen, während die Rhizome von Peltandra virginica vor dem Verzehr durch Kochen entgiftet werden mussten. Die Samen von Chenopodium und Amaranthus-Arten verwendete man zur Herstellung eines schmackhaften Breis und die Stängel dieser Pflanzenarten wurden verbrannt, um als Salzersatz zu dienen. Wie Lebensmittel gelagert und konserviert wurden, ist nicht bekannt.

### Materialwirtschaft

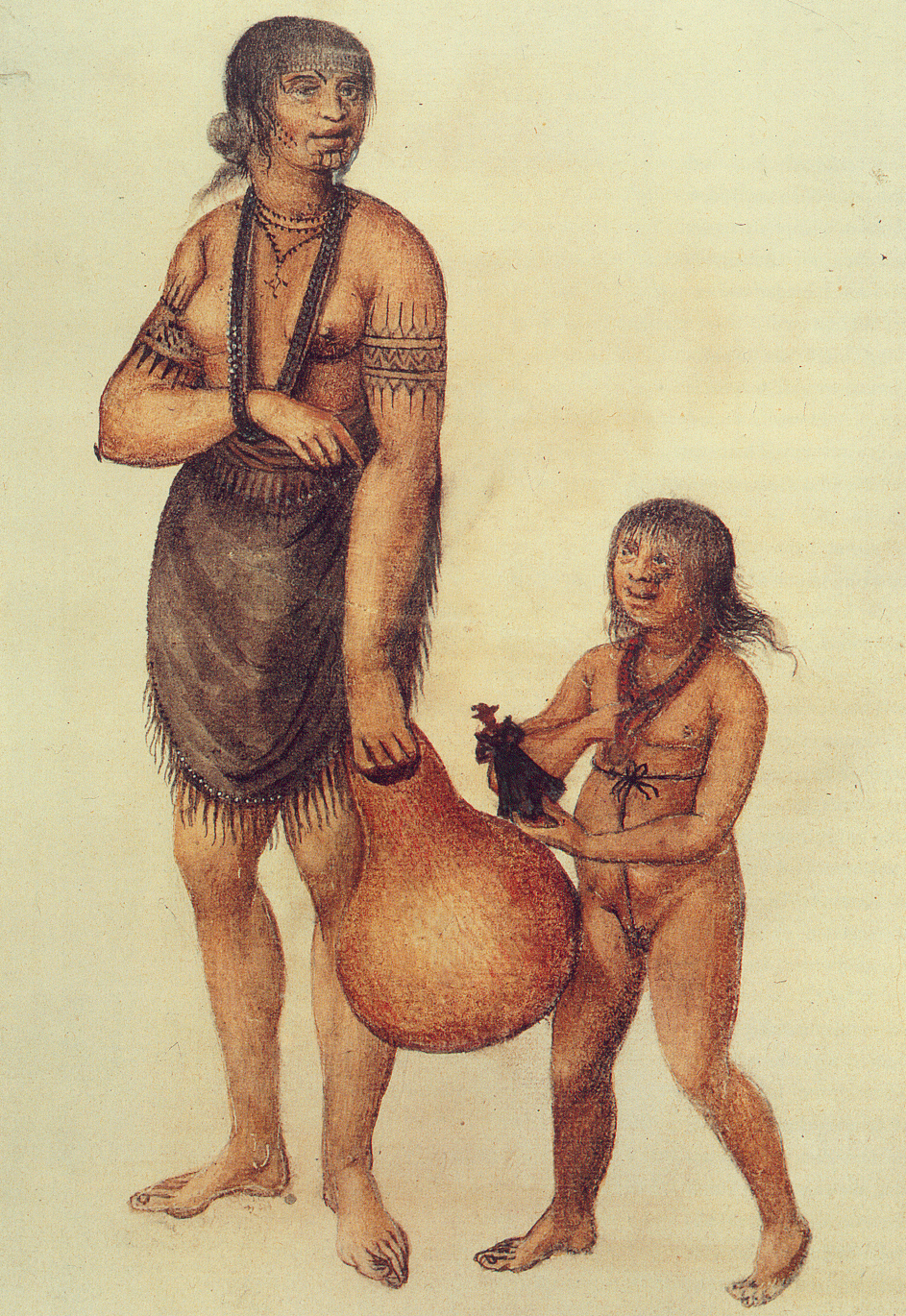
Frau und Tochter des Häuptlings der Roanoke

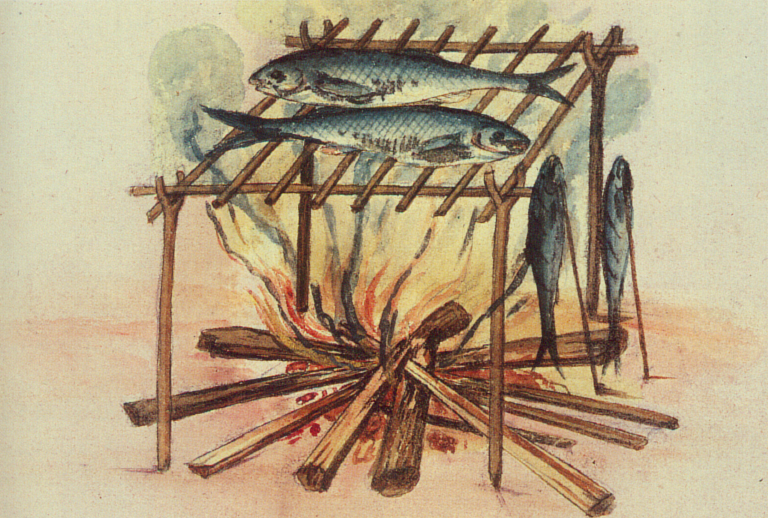
Anlage zum Räuchern der Fische

Werkzeuge bestanden häufig aus Muscheln, Knochen und Holz, seltener aus Stein, da es daran mangelte. Bäume wurden durch kontrolliertes Abbrennen über den Wurzeln gefällt und mit Schabwerkzeugen bearbeitet. Zum Gerben von Häuten verwendeten die Indianer Öl. Frauen stellten Töpfe aus Ton, zerstampften Muscheln, Sand oder feinem Kies her, die mit individuellen Mustern und Prägungen verziert wurden. Die runden Töpfe besaßen einen spitzen oder halbrunden Boden, der in einen Erdhügel gesteckt wurde. Außerdem fertigten sie Körbe und Matten aus Binsen und aus anderem pflanzlichen, faserigen Materialien.
Es gab Schaber und Messer aus Muscheln, Spitzhacken und Meißel aus Stein und hölzerne Hacken. Zu den Waffen gehörten säbelförmige, etwa einen Meter lange Keulen aus Holz, die zusätzlich mit Geweihsprossen bewehrt waren. Bogen bestanden aus Ahorn- oder Haselnusszweigen und die Pfeile aus Ried mit einer Spitze aus Muscheln, Stein oder einem Fischzahn. Gelegentlich waren die Pfeilspitzen vergiftet. Speere hatten Schäfte aus Holz oder Ried, waren an einem Ende zugespitzt oder besaßen den Schwanz einer Königskrabbe als Speerspitze.
Die etwa zehn bis dreißig Häuser eines Dorfes waren entweder um einen zentralen Platz gruppiert und von hölzernen Palisaden umgeben oder standen einzeln zwischen den Maisfeldern. Sie lagen in der Regel an einem Fluss oder Teich, der auch manchmal extra angelegt wurde. Die Häuser waren rechteckig mit abgerundeten Dächern aus gebogenen Stangen. Diese wurden am Scheitelpunkt zusammengebunden, durch Querlatten stabilisiert und mit Rinde, Binsenmatten und Zweigen bedeckt. Um Licht hereinzulassen, konnte die Bedeckung verschoben werden. Normalerweise waren die Häuser etwa 11 bis 14 m lang und hatten nur einen Raum. Es gab jedoch auch Häuser von 22 m Länge, die in mehrere Räume aufgeteilt waren. Zum Schlafen dienten erhöhte Plattformen entlang der Wände. Häuptlingshäuser und Tempel waren größer, glichen aber in Form und Konstruktion normalen Häusern. Der Tempel im Dorf Pomeiooc wurde mit einem ungewöhnlichen Dach dargestellt.
Der soziale Stand war an der Kleidung erkennbar. Im Sommer wurde von Männern wie Frauen gelegentlich überhaupt keine Kleidung oder nur ein Lendenschurz getragen. Ein weiteres beliebtes Kleidungsstück war ein Umhang aus Leder oder Kaninchenfell, der über einer oder beiden Schultern befestigt und mit einem Gürtel versehen war. Das Fell wurde nach innen zum Körper hin getragen. Häufig war die Kleidung mit Fransen verziert und bei den oberen Klassen mit Perlen besetzt und bemalt. Kleine Mädchen bedeckten ihre Genitalien mit einem Polster aus Moos oder Rinde. Zum Schutz der Krieger gab es hölzerne Brustpanzer und einen aus Rinde gefertigten Schild.
Frauen trugen ihr Haar an der Stirn in Fransen, mit oder ohne Kopfbänder, und im Nacken zu einem Knoten gebunden oder offen bis auf die Schultern. Die Männer hatten einen Haarknoten im Nacken und Priester einen Kamm auf dem Scheitel. Männer schmückten sich mit Bemalungen ihrer Haut, während sich Frauen Körper und Gesichter tätowierten. Beide Geschlechter bevorzugten Halsketten und Ohrgehänge aus Knochen und Muscheln. Männer trugen häufig einen Kopfschmuck aus Federn, Kupfer und Muscheln, der den Rang des Trägers erkennen ließ. Junge Männer zupften sich ihre spärlichen Barthaare aus, ältere dagegen ließen sich dünne Bärte wachsen.
Verbreitet wurden Einbaumkanus eingesetzt, die bis zu 20 Personen tragen konnten und durch Paddeln oder Staken vorwärts bewegt wurden. Für den Transport gab es spezielle Tragekörbe mit Riemen über der Schulter sowie aus Binsen hergestellte Köcher für die Pfeile der Bogenschützen.

### Soziale Organisation
Der Haushalt war eine Art erweiterter Familie und galt als die kleinste Einheit der North-Carolina-Algonkin. Er bestand aus durchschnittlich 10 Angehörigen und mehrere Haushalte bildeten ein Dorf, während jeder Stamm aus einem bis achtzehn Dörfern bestehen konnte. Oberhalb der Stammesebene gab es die sogenannte Konföderation, ein loses Bündnis mehrerer Stämme. Wie bei ihren nördlichen Nachbarn gab es auch im Küstengebiet North Carolinas eine ausgeprägte soziale Vielschichtigkeit. Die Oberklasse bestand aus dem Häuptling, seiner Familie und Verwandten, sowie seiner Ratgeber und vermutlich auch den Priestern. Sie besaßen bestimmte Privilegien, wie zum Beispiel Handelsmonopole, konnten sich demzufolge eines gewissen Wohlstands erfreuen und waren aufgrund ihrer Kleidung und an ihrem besonderen Schmuck zu erkennen. Rechtsprechung und politische Entscheidungen waren der Ratsversammlung vorbehalten, die aus Mitgliedern der Oberklasse bestand. Mit Weroance oder Werowance wurde der Stammeshäuptling und andere sozial hochstehende Personen bezeichnet.
Die meisten Kriege wurden aus Vergeltungsgründen geführt. Die Gefechte begannen häufig mit einem Angriff aus dem Hinterhalt und wurden im Morgengrauen oder des Nachts bei Mondschein ausgetragen. Normalerweise wurden die besiegten Männer getötet, während man Frauen und Kinder verschonte und im eigenen Stamm aufnahm.

### Religion

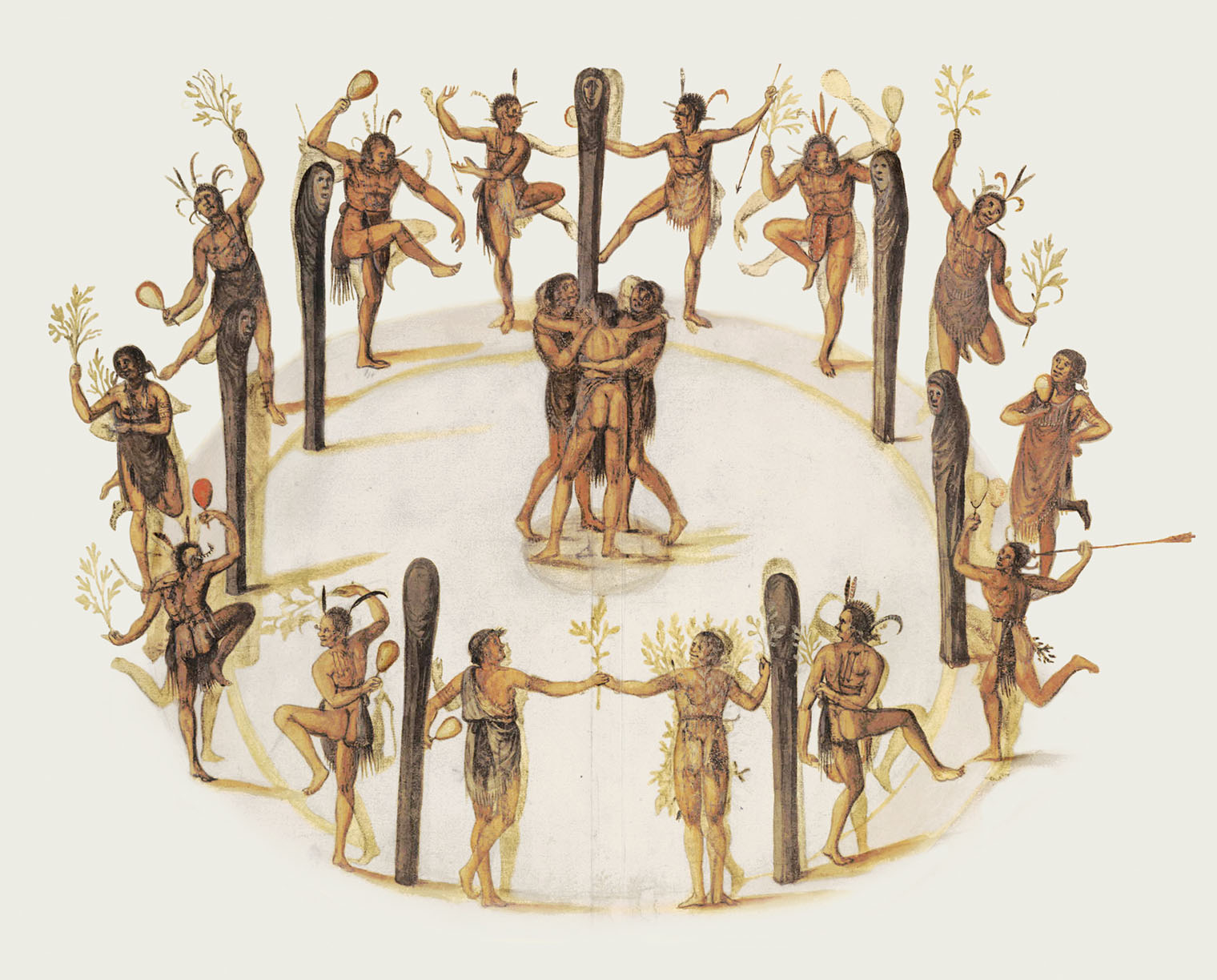
Ritueller Tanz der Secotan

Die North-Carolina-Algonkin glaubten in Götter und Geister, die sie Montoac nannten. Die Indianer stellten sich die Götter als menschliche Gestalten vor. Kewas hießen aus Holz geschnitzte Götterstatuen, die in den von Priestern bewohnten Tempeln aufgestellt wurden. Außer den Priestern gab es Zauberer oder Seher, die von den Engländern Conjurors genannt wurden. Die Algonkin glaubten an ein Leben nach dem Tode, wobei gute und böse Menschen unterschiedlich behandelt wurden. Böse Menschen fielen nach dem Tod in ein Feuerloch hinter dem westlichen Horizont. Der Glaube an die Wiedergeburt war in der Religion fest verankert.
Zu den wichtigsten Zeremonien gehörte das Grünmaisfest (engl. Green corn festival), bei dem Tabak in die Luft, ins Wasser oder ins Feuer geworfen wurde. Diese Aktionen begleitete man mit vorgeschriebenen Gesten und Lauten. Bei schweren Krankheiten wurde ein Heiler herbeigerufen, der den Krankheitserreger aus dem Körper heraussaugen sollte. Andere Behandlungsmethoden bestanden in der Anwendung von Heilpflanzen und Heilerde.
Normalerweise wurde ein Toter in einem etwa 90 cm (drei Fuß) tiefen Grab beigesetzt, während der tote Angehörige der Oberklasse eine andere Behandlung erhielt. Sein Körper wurden enthäutet, das Fleisch von den Knochen abgeschabt und wieder mit der Originalhaut überzogen und ausgestopft. Danach wickelte man ihn in eine Matte und legte diese auf ein Gerüst im Tempel. Als Beigabe erhielt er getrocknetes Fleisch.
Tänze waren bei Männern und Frauen gleichermaßen beliebt. Die dazu gesungenen Lieder wurden durch Schütteln der mit Obstkernen gefüllten Kürbisrasseln begleitet. Kurz nach der Errichtung der Roanoke-Kolonie tauchten auch europäische Spielzeugrasseln bei den Indianern auf.

## Geschichte

### Erster Kontakt mit englischen Kolonisten

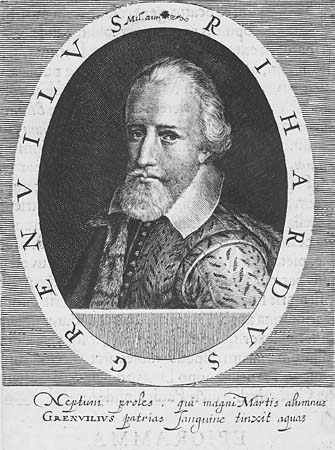
Richard Grenville

Die britischen Kapitäne und Forscher Philip Armadas und Arthur Barlowe folgten 1584 der Küste Floridas nach Norden und erreichten die Inseln an der Küste des heutigen North Carolina. Sie nahmen das Gebiet offiziell für die englische Krone in Besitz und nannten es zu Ehren ihrer Königin Virginia. Sie folgten damit der Doctrine of Discovery. Diese juristische Fiktion besagte, dass Gebiete in Nord- und Südamerika denjenigen europäischen Nationen rechtlich gehörten, die sie zuerst entdeckt und beansprucht hatten. Die Besitzansprüche der Ureinwohner wurden damit völlig missachtet.
Es kam zu ersten Kontakten zwischen Engländern und Secotan, die zunächst harmonisch verliefen. Kapitän Barlowe erstattete später in London einen enthusiastischen Bericht. Ein Jahr später erreichte Kapitän Sir Richard Grenville die Outer Banks von North Carolina und gründete dort auf der Insel Roanoke die erste britische Kolonie in Nordamerika. Als Gouverneur wurde Ralph Lane ernannt. Nachdem ihre Nahrungsvorräte aufgebraucht waren, verließen sie sich auf die Gastfreundschaft der Indianer. Deren Großzügigkeit endete jedoch, als sie selbst nichts mehr zu essen hatten. Es kam zu Konflikten, die Kolonisten brannten das Dorf Aquascogoc nieder und töteten den Häuptling.
Im Juni 1586 erschien Admiral Sir Francis Drake mit seiner Flotte vor Roanoke und brachte die überlebenden Kolonisten zurück nach England. Wenig später erreichte ein Versorgungsschiff unter Kapitän Grenville mit neuen Auswanderern die inzwischen verlassene Siedlung. Dieser ließ 15 Freiwillige mit Vorräten für zwei Jahre auf der Insel zurück, damit die englischen Ansprüche auf das Land nicht verloren gingen. Im Mai 1587 erreichte ein englisches Schiff unter Kapitän John White, der bereits 1585 zu den ersten Siedlern gehört hatte, mit weiteren 150 Siedlern die Insel Roanoke und fand die Kolonie verlassen vor. Am 25. August brach White zurück nach England auf, um sich um den Versorgungsnachschub zu kümmern.
Der Ausbruch des englisch-spanischen Kriegs verhinderte eine baldige Rückkehr nach Amerika. White kam erst 1590 wieder nach Roanoke. Er fand die Kolonie zerstört vor und von den verbliebenen 90 Männern, 17 Frauen und 11 Kindern fehlte jede Spur. Das Schicksal dieser Kolonisten bleibt im Dunkeln. Sie verließen offenbar im schon 1587 Jahr die Insel und zogen zu den Croatoan. Aus Aufzeichnungen der Virginia-Kolonisten nach 1607 geht allerdings hervor, dass sie später möglicherweise getrennt weiter nach Westen oder Norden zogen. Welche dauerhafte Auswirkung ihre ständige Gegenwart im Küstengebiet North Carolinas auf die Indianer gehabt haben mag, ist nicht bekannt.
Interethnische Kontakte zwischen weißen Kolonisten und Indianern wurden zumeist auf persönlicher Ebene geknüpft und waren offenbar auf Indianer der oberen Klasse beschränkt. Gründe für derartige Kontakte waren Handel, Politik, die Suche nach geografischen Kenntnissen durch die Kolonisten und Austausch von Informationen über die jeweilige Kultur und Religion. Die Kontakte waren beiderseits auf eine kleine Personenzahl begrenzt, weil diese beide Sprachen beherrschen musste. Dazu gehörten zwei Indianer, die 1584 nach England mitgenommen wurden und später nach Roanoke zurückkehrten. Die Roanoke-Indianer vermuteten bei den Weißen übernatürliche Kräfte und wurden von den Kolonisten zunehmend enttäuscht. Andererseits bildete sich eine proenglische Gruppe unter den Indianern, die auf Profit durch Handel und Bündnisse mit den Weißen hoffte. Diese Haltung schwächte allerdings alte Bündnisse zwischen den indianischen Stämmen. Das Bündnis zwischen Croatoan und Roanoke zerbrach, nachdem sich die Croatoan auf die Seite der Engländer gestellt hatten. Ein Teil der Weapemeoc folgte dem Rat der Chawanoke zur Neutralität, während sich der Rest des Stammes mit den Roanoke verbündete. Die meisten Algonkinstämme der Region waren häufig in Kriege mit den Tuscarora verwickelt.

### 17.–19. Jahrhundert
Nach dem Scheitern der ersten Roanoke-Kolonie dauerte es rund 120 Jahre, bis die Engländer erneut eine Kolonie im Gebiet von North Carolina gründeten. In der Folge nahm die Bevölkerungszahl der Ureinwohner kontinuierlich ab. Gründe dafür waren vor allem die von Europäern eingeschleppten Krankheiten, aber auch diverse Kriege mit den irokesischen Nachbarn. Im Jahr 1696 wird über eine große Sterblichkeit bei den Pamlico berichtet. Im Verlauf des Tuscarora-Kriegs 1711–1713 gegen die weißen Kolonisten kamen mehr verbündete Algonkin als Tuscarora ums Leben oder wurden in die Sklaverei verkauft. Um 1709 gab es nur noch rund 600 Algonkin in North Carolina und am Ende des Jahrhunderts lebte lediglich ein kleiner Rest. Die schwindende Zahl wurden von erheblichen Verlusten an Stammesland begleitet. Bei Landverkäufen wurden die Indianer grundsätzlich von den Weißen übervorteilt. Zwischen 1660 und 1662 verkauften die Weapomeoc beispielsweise ihr Land am Albemarle Sound, bevor sie weiter ins Landesinnere zogen. In ihrem neuen Wohngebiet klagten sie 1697 über ständige Übergriffe weißer Siedler. Um 1700 wurde den Chawanoke eine Reservation von 31 km am Bennet Creek zugewiesen, die die Behörden 1707 auf die Hälfte reduzierten. 1713 wurde der Rest des Landes vom Stamm verkauft. Nach Ende des Tuscarora-Kriegs wiesen die Kolonialbehörden den Machapunga ebenfalls eine Reservation zu. Andere Algonkin-Gruppen am Pamlico Sound schlossen sich den Machapunga oder Tuscarora an.
Im 17. Jahrhundert hatten die Chawanoke häufiger Kontakt zu ihren nördlichen Algonkin-Nachbarn in Virginia. Die traditionelle Feindschaft zu den Tuscarora blieb bei einigen Stämmen auch während des Krieges gegen die Weißen bestehen. Dagegen wechselten die Machapunga und andere Stämme am Pamlico Sound ihre Bündnisse. Waren sie vor 1700 noch im Krieg gegen die Tuscarora und Coree, so kämpften sie 1711 an deren Seite gegen die Engländer. Die Hatteras, Weapemeoc, Paspatank und Poteskeit waren im Tuscarora-Krieg mit den Engländern verbündet. Die freundliche Haltung der Hatteras lag offenbar daran, dass sie zahlreiche Weiße unter ihren Vorfahren hatten.
Neben dem Tuscarora-Krieg sind kaum offene Konflikte zwischen Algonkin und Kolonisten in North Carolina bekannt. Um 1700 löste der Verkauf von Alkohol an die Indianer ein großes Problem aus. Daraufhin wurde ab 1703 der Verkauf von Alkohol an Indianer verboten, doch die Prohibition wurde niemals rigoros durchgesetzt. Obwohl im 18. Jahrhundert die Sprache der Ureinwohner durch Englisch ersetzt wurde, tat man sehr wenig für die Bildung der Indianer. Im 17. und 18. Jahrhundert wurden einige Indianer von anglikanischen Geistlichen getauft und erhielten englische Namen. Aufgrund des Mangels an weißen Ärzten wurden indianische Heiler häufig zu Hilfe gerufen und konnten durch Kurieren weißer Siedler Geld verdienen. Über das Ausmaß an indianischen Dienern und Sklaven gibt es keine verlässlichen Zahlen.
Der Tuscarora-Krieg führten bei vielen Algonkinstämmen zu Hungersnöten. So zerstörten die Engländer die Maisfelder der Machapunga und ihrer Verbündeten, während die Hatteras an der Bestellung ihrer Gärten und Felder gehindert wurden. Sie mussten in den Jahren 1714 und 1715 von den Kolonialbehörden mit Nahrungsmitteln versorgt werden.
Im 18. Jahrhundert kamen zunehmend Produkte europäischer Herkunft ins östliche North Carolina. Pfeil und Bogen der Indianer wurden durch Gewehre und die hölzernen Keulen durch Äxte und Beile aus Eisen ersetzt. Die traditionelle indianische Tracht verschwand und wurde von englischer Kleidung verdrängt. Der Häuptling der Roanoke ließ sich 1654 ein Haus im englischen Stil erbauen. Nur die Körbe der Küstenindianer aus Binsen und Seidengras mit eingeflochtenen Motiven waren weiterhin beliebt.
Ehen von Cousins ersten Grades wurden gesetzlich verboten und zwangen damit zur Einheirat in andere Stämme. Bei den Algonkin gab es den Huskenaw-Ritus, der als eine Art Initiation von Jungen und Mädchen in der Pubertät galt. Er fand regelmäßig im Dezember statt und dauerte fünf bis sechs Wochen. In dieser Zeit hielten sich die Jugendlichen in einem besonderen Gebäude außerhalb des Dorfes auf. Bei zwei von fünfzig Machapunga-Familien wurde die Beschneidung praktiziert, doch sind darüber keine Details bekannt.
Noch um 1700 gab es bei den North-Carolina-Algonkin eine intakte politische Organisation mit erblicher Häuptlingswürde. Die Körper toter Häuptlinge wurden wie in früherer Zeit in den Tempeln gelagert. Wohlhabenden Stammesmitgliedern war es gestattet, dieses Recht käuflich zu erwerben. Wampum genannte Muschelketten dienten als Geld und konnten beispielsweise bei Verbrechen als Wiedergutmachung gezahlt werden.

### 20. Jahrhundert
Sämtliche North-Carolina-Algonkin gelten heute als ausgestorben. Mit der abnehmenden Zahl ging im achtzehnten und neunzehnten Jahrhundert das Interesse an diesen Stämmen völlig verloren. Der US-amerikanische Anthropologe Frank G. Speck versuchte 1916, Nachkommen der lokalen Algonkin ausfindig zu machen. Seine Recherchen lieferten den letzten veröffentlichten Bericht über diese Volksgruppe. Specks kleine Sammlung von Material über die Machapunga befindet sich im American Museum of Natural History in New York.
Beim Zensus von 1915 wurden auf Roanoke Island rund 100 Personen mit indianischer Abstammung gezählt. Hinzu kamen einige Personen auf den benachbarten Sand Islands, sowie auf dem Festland im Dare und Hyde County. Frank G. Speck identifizierte sie als Nachfahren der Machapunga, die sich überwiegend mit Schwarzen, aber auch mit Weißen vermischt hatten. Sie ernährten sich durch Jagen und Fischen und ergänzend durch Ackerbau und Viehzucht. Sie sammelten Blätter der Stechpalmen-Art Ilex vomitoria, um sie als Tee zu verwenden. Viele traditionelle Erzeugnisse der Ureinwohner wurden allmählich durch Produkte der Weißen verdrängt. Lediglich Fischernetze mit unterschiedlich weiten Maschen für verschiedene Fischarten wurden noch aus den Fasern der Asclepias syracia angefertigt.
William Harlen Gilbert verwies 1948 auf den Laster-Stamm, eine andere Mischblutgruppe, die in der Nähe von Hertford im Perquimans County lebte. Ihre Verwandtschaft zu früheren Algonkin-Stämmen wurde allerdings nicht nachgewiesen.